# Ali al-Sabagha
Ali Mekki al-Sabagha (* 28. Juni 1984) ist ein kuwaitischer Leichtathlet, der sich auf den Stabhochsprung spezialisiert hat.

## Sportliche Laufbahn
Erste internationale Erfahrungen sammelte Ali al-Sabagha vermutlich im Jahr 2004, als er bei den Panarabischen Spielen in Algier mit übersprungenen 4,80 m den fünften Platz und bei den Hallenasienmeisterschaften in Teheran mit 4,80 m auf Rang vier gelangte. Im Jahr darauf gewann er bei den Islamic Solidarity Games in Mekka mit 5,10 m die Silbermedaille hinter dem Marokkaner Mohamed Karbib und stellte mit dieser Höhe einen neuen kuwaitischen Landesrekord auf. Im September brachte er dann bei den Asienmeisterschaften in Incheon keinen gültigen Versuch zustande. 2006 belegte er bei den Hallenasienmeisterschaften in Pattaya mit 5,10 m den fünften Platz und im Dezember gelangte er bei den Asienspielen in Doha mit 4,90 m auf Rang sieben. Im Jahr darauf siegte er mit 5,10 m bei den Arabischen Meisterschaften in Amman und anschließend belegte er bei den Asienmeisterschaften ebendort mit 5,00 m den vierten Platz. Ende Oktober gewann er bei den Hallenasienspielen in Macau mit einer Höhe von 5,10 m die Silbermedaille hinter dem Chinesen Liu Feiliang und anschließend wurde er bei den Panarabischen Spielen in Kairo mit 4,60 m Fünfter. 2008 erreichte er bei den Hallenasienmeisterschaften in Doha mit 4,90 m Rang fünf und im Jahr darauf gewann er bei den Arabischen Meisterschaften in Damaskus mit 5,15 m die Silbermedaille hinter seinem Landsmann Fahed al-Mershad. Anschließend belegte er bei den Asienmeisterschaften in Guangzhou mit 5,00 m den siebten Platz. 2010 brachte er bei den Asienspielen ebendort keinen gültigen Versuch zustande. 2013 klassierte er sich mit 4,60 m auf dem achten Platz bei den Islamic Solidarity Games in Palembang und 2014 brachte er bei den Asienspielen in Incheon erneut keinen gültigen Versuch zustande. 2016 belegte er bei den Hallenasienmeisterschaften in Doha mit 4,75 m den siebten Platz und 2018 gewann er bei den Hallenasienmeisterschaften in Teheran mit 5,00 m die Bronzemedaille hinter dem Kasachen Nikita Filippow und Mohammad Baniadam aus Iran. 2021 gelangte er bei den Arabischen Meisterschaften in Radés mit 4,60 m auf den achten Platz und im Jahr darauf brachte er bei den Islamic Solidarity Games in Konya keinen gültigen Versuch zustande, wie auch bei den Hallenasienmeisterschaften 2023 in Astana.
In den Jahren 2007, 2015 und 2016 sowie 2021 und 2022 wurde al-Sabagha kuwaitischer Meister im Stabhochsprung.

## Persönliche Bestleistungen
- Stabhochsprung: 5,20 m, 6. Juni 2008 in Jalta
  - Stabhochsprung (Halle): 5,10 m, 11. Februar 2006 in Pattaya (kuwaitischer Rekord)